# Yung Joc
Jasiel Robinson, mais conhecido como Yung Joc (Atlanta,  20 de setembro de 1980), é um rapper estadunidense muito conhecido por seu êxito "It's Going Down". Faz parte da gravadora Bad Boy Records. No verão de 2006, estreou com seu álbum chamado New Joc City.

## Discografia

### Álbuns
- 2006: New Joc City
- 2007: Hustlenomics

### Singles
| Ano  | Single                                          | EUA Hot 100 | EUA R&B | EUA Rap | Álbum        |
| ---- | ----------------------------------------------- | ----------- | ------- | ------- | ------------ |
| 2006 | "It's Goin' Down" (feat. Nitti)                 | 3           | 1       | 1       | New Joc City |
| 2006 | "I Know You See It" (feat. Ms. B)               | 17          | 5       | 5       | New Joc City |
| 2006 | "1st Time" (feat. Marques Houston & Trey Songz) | 82          | 15      | 11      | New Joc City |

### Colaborações
| Ano  | Single                                                    | EUA Hot 100 | EUA R&B | EUA Rap | Álbum          |
| ---- | --------------------------------------------------------- | ----------- | ------- | ------- | -------------- |
| 2006 | "I Love You" (Cheri Dennis feat. Jim Jones & Yung Joc)    | -           | 38      | -       | Cheri Dennis   |
| 2006 | "Show Stopper" (Danity Kane feat. Yung Joc)               | 8           | 4       | 2       | Danity Kane    |
| 2006 | "Zoom" (Lil Boosie feat. Yung Joc)                        | 61          | 25      | 14      | Bad Azz Vol. 2 |
| 2006 | "In the Hood" (Trae feat. Big Pokey & Yung Joc)           | 71          | 89      | 97      | Restless       |
| 2007 | "Buy U a Drank (Shawty Snappin')" (T-Pain feat. Yung Joc) | 10          | 4       | -       | Epiphany       |
| 2008 | "Stunned Out" (Paula DeAnda feat. Yung Joc)               | -           | -       | -       | Sem álbum      |